# Сегаль, Илья Рафаилович
Илья Рафаилович Сегаль (англ. Ilya R. Segal; род. 1969) — американский экономист российского происхождения, специалист по микроэкономике, в частности теории контрактов и дизайне механизмов. Именной профессор факультета экономики (Roy and Betty Anderson Professor in the Humanities and Sciences) Стэнфордского университета. Доктор философии (PhD) по экономике. Член Эконометрического общества и Американской академии искусств и наук.

## Биография
Окончил факультет управления и прикладной математики МФТИ в 1991 году. Продолжил обучение в США, где в 1995 году в Гарвардском университете под руководством профессора Эрика Маскина защитил диссертацию на тему «Essays on Commitment, Renegotiation, and Incompleteness of Contracts» и получил степень PhD in Economics.
В 1995—1998 годах преподавал в Калифорнийском университете в Беркли, с 1999 года в Стэнфордском университете. С 2002 года — именной профессор факультета экономики.
Был международным редактором The Review of Economic Studies (2010—2016) и заместителем редактора Journal of Economic Theory (2013—2015). С 2015 года заместитель редактора Econometrica, с 2017 года главный редактор ACM Transactions on Economics and Computation.
Илья Сегаль — специалист по экономической теории, известен своими работами в области теории контрактов и дизайна механизмов. В теории контрактов он проанализировал проблему шантажа, создал новую схему заключения контрактов с учётом внешних факторов и разработал применение того и другого к антимонопольному анализу.

## Награды и отличия
- 1999 — Стипендия Слоуна
- 2002 — Стипендия Гуггенхайма[3]
- 2003 — Член Эконометрического общества
- 2017 — Член Американской академии искусств и наук[4]

## Избранные публикации
- Ilya Segal. Complexity and Renegotiation: A Foundation for Incomplete Contracts // The Review of Economic Studies, 66 (1), 57—82, January 1999.
- Ilya Segal. Contracting with Externalities // The Quarterly Journal of Economics, 114 (2), 337—388, May 1999.
- Paul Milgrom, Ilya Segal. Envelope Theorems for Arbitrary Choice Sets // Econometrica, 70 (2), 583—601, March 2002.
- Alessandro Pavan, Ilya Segal, Juuso Toikka. Dynamic Mechanism Design: A Myersonian Approach // Econometrica, 82 (2), 601—653, March 2014.